# Barmherzige Brüder von Montabaur

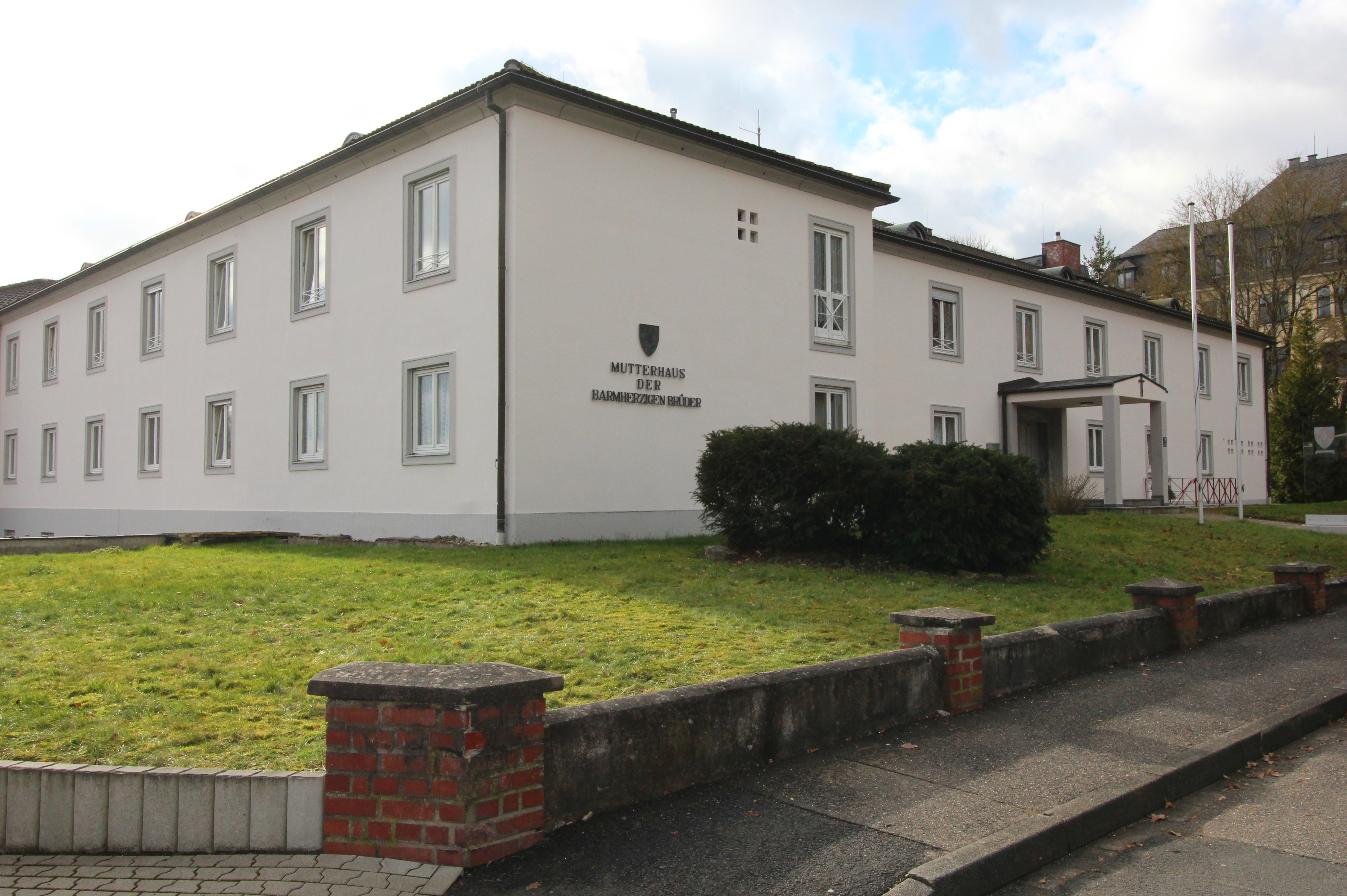
Das Mutterhaus der Barmherzigen Brüder in Montabaur

Die Gemeinschaft der Barmherzigen Brüder von Montabaur (lat.: Fratres de Misericordia de Montabaur, Ordenskürzel FMM) ist eine Kongregation in der römisch-katholischen Kirche. Die Kongregation besteht seit dem 7. November 1858 und ist 1921 als Institut päpstlichen Rechts anerkannt.

## Geschichte

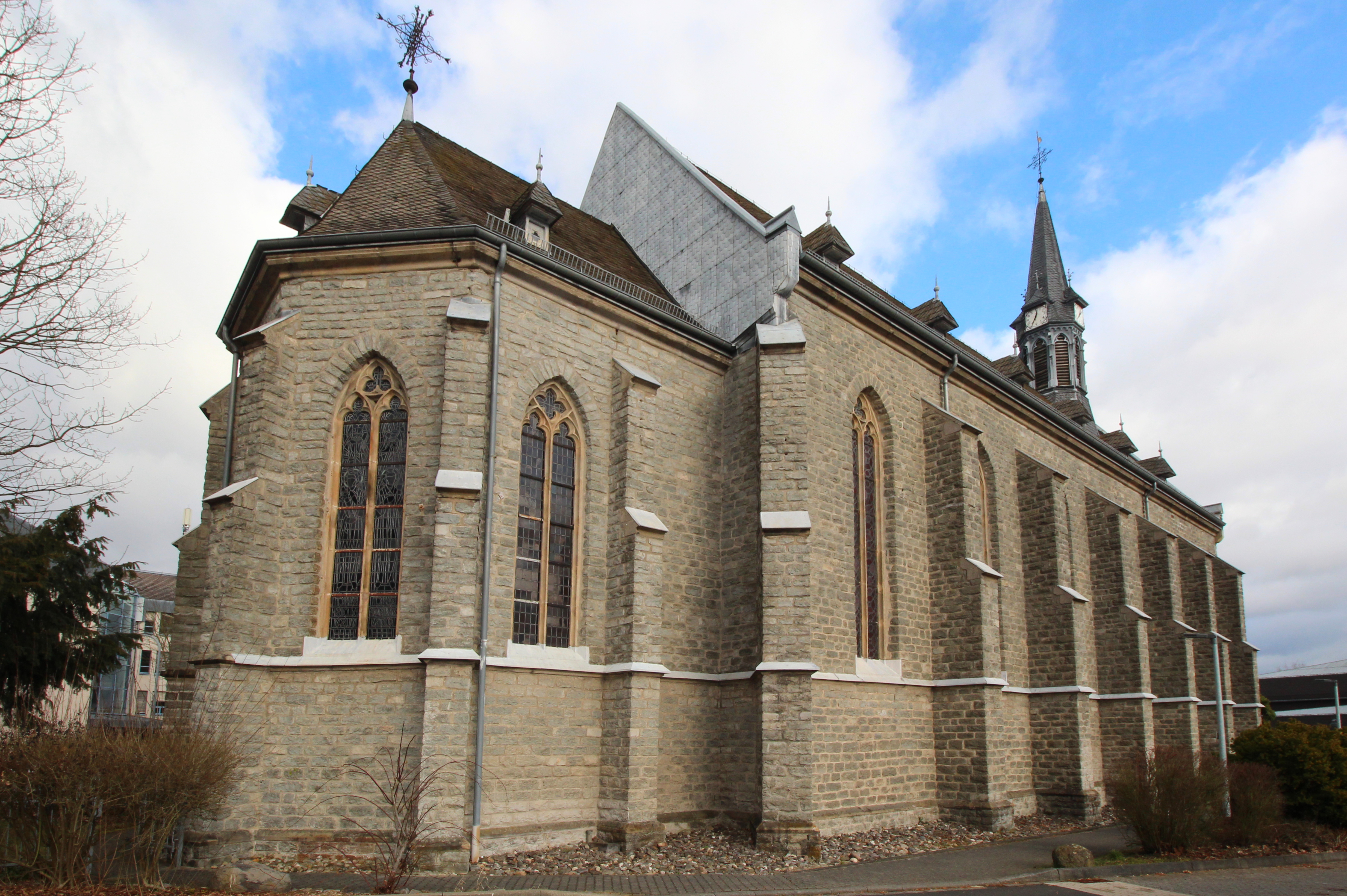
Die Brüderkirche in Montabaur vor dem Mutterhaus

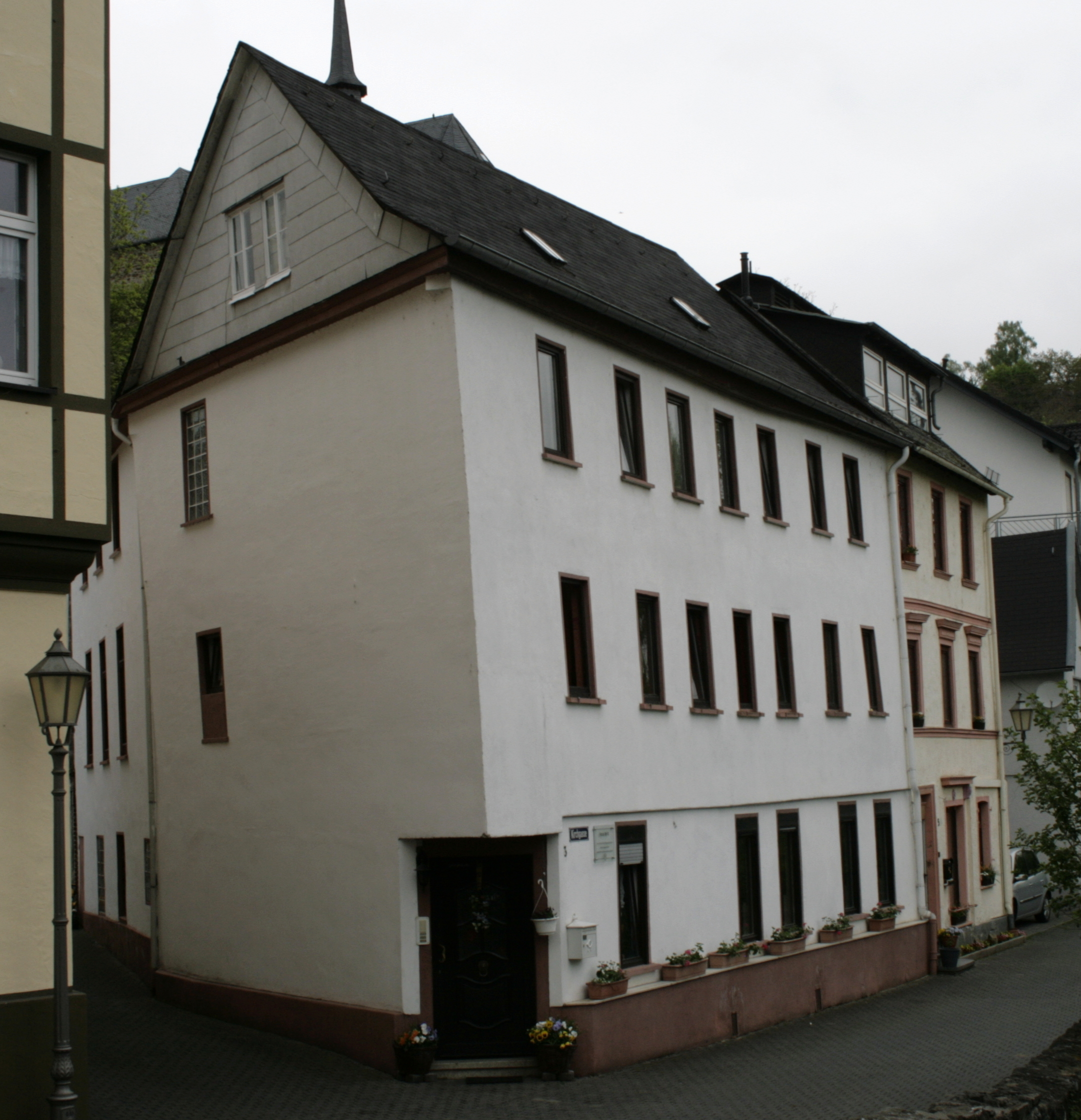
Gebäude des ersten Hospitals der Barmherzigen Brüder in Hadamar

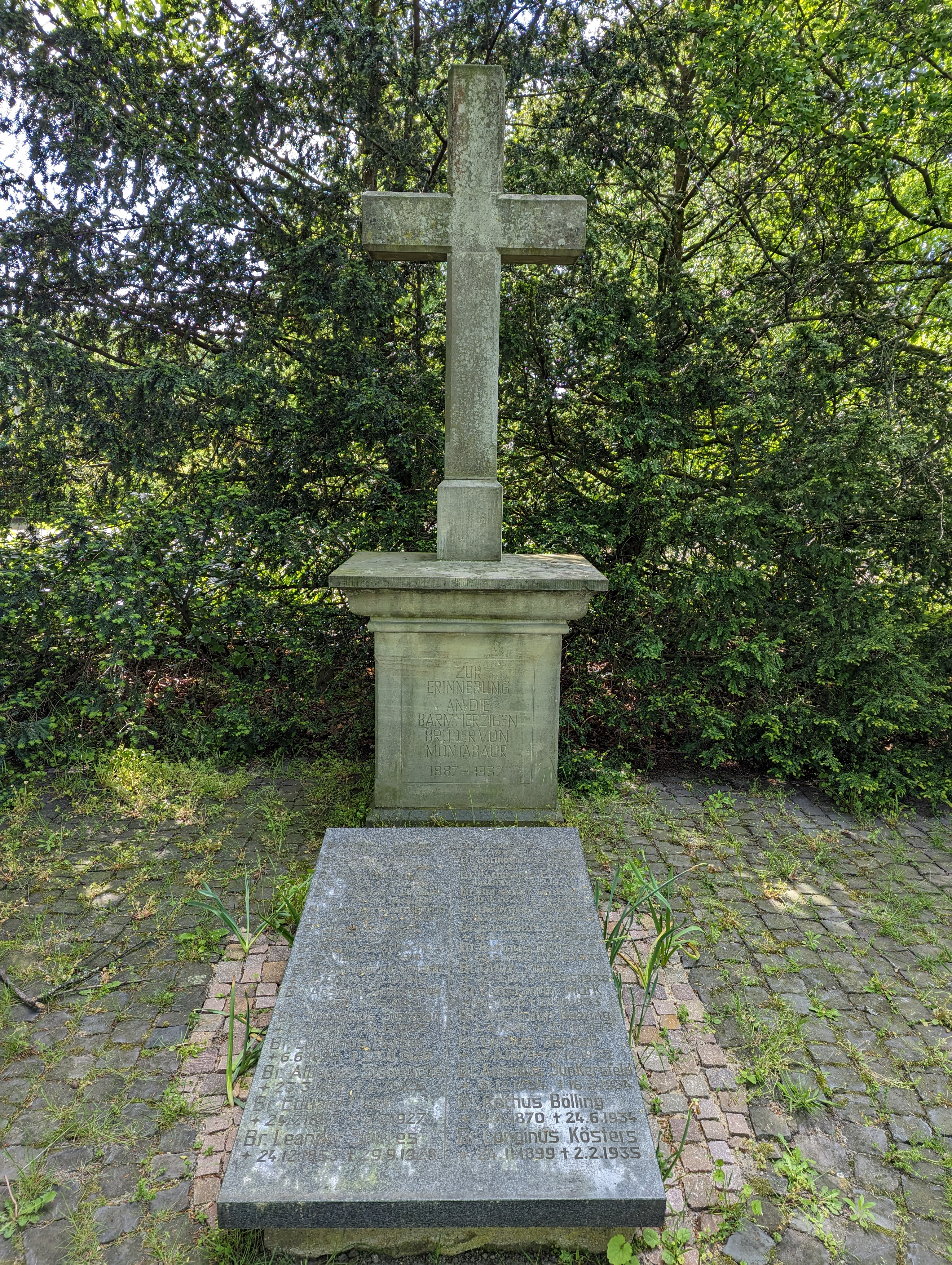
Denkmal im Bürgerpark Maria Lindenhof der Stadt Dorsten

Der Gründer der Kongregation, Br. Ignatius Lötschert, wurde am 4. August 1820 in der ehemaligen Gemeinde Höhr, heute Stadtteil von Höhr-Grenzhausen, im Westerwald geboren. Nach der Kaufmannslehre erwuchs in ihm der Wunsch, karitativ in der Krankenpflege tätig zu werden, und er fand in dem Limburger Bischof Peter Josef Blum einen großen Förderer. Nach dem Studium der Krankenpflege beim Alexianerorden in Aachen und der Suche von Gleichgesinnten im Westerwald hielten sich Br. Ignatius und die übrigen Mitglieder der Gemeinschaft ab Oktober 1855 in Dernbach auf. Dort erhielten sie geistliche Unterweisung vom Spiritual der Gemeinschaft der Armen Dienstmägde Jesu Christi, Pater Wittayer. Am 29. Juni 1856 wurden die ersten fünf Brüder in der dortigen Kapelle des Mutterhauses von Wittayer eingekleidet. Ihre zeitliche Profess legten sie am 7. November 1858 vor Bischof Blum in der Kapelle des Limburger St.-Vinzenz-Hospitals ab. Damit war die Kongregation der Barmherzigen Brüder von Montabaur gegründet. Wahlspruch des Ordens ist Caritas Christi urget nos („Die Liebe Christi drängt uns“, 2 Kor 5,14 ).
Die erste Niederlassung bestand in Hadamar, wo von 1856 bis 1862 das erste Hospital der Gemeinschaft unterhalten wurde. Grund für die früher Einrichtung in Hadamar war die Förderung durch den Großkaufmann Jakob Christian Siebert, der zuvor Lehrherr Lötscherts gewesen war. Der Kaufmann stellte der Gemeinschaft ein erstes Hospitalgebäude zur Verfügung. 1860 folgte die Gründung eines Hospitals in Montabaur, das schließlich zum Mutterhaus der Kongregation wurde. Später kamen weitere Niederlassungen hinzu, so 1891 in der Bonifatiusstadt Fulda oder wie etwa in Dorsten mit dem Maria Lindenhof. Dort wurden behinderte Menschen bis zum „Klostersturm“ des nationalsozialistischen Regimes gepflegt.
1935 wurden Hyazinth Ottmar Vey, der Generalobere des Ordens, und Wunibald Brümmer verhaftet. Vey wurde am 14. August in einem Schauprozess von einem Sondergericht in Berlin wegen „Verrats der deutschen Volksgemeinschaft und Devisenvergehens“ zu vier Jahren Zuchthaus verurteilt. Er starb nach Misshandlungen im Gefängnis. Im Zuge der Sittlichkeitsprozesse gegen Ordensangehörige und Priester im Nationalsozialismus wurden im Jahre 1937 auch 22 Barmherzige Brüder von Montabaur verurteilt. Weitere Verurteilungen erfolgten auch wegen angeblicher Devisenvergehen.

### Wappen

Wappen der Barmherzigen Brüder von Montabaur

Der Orden führt ein eigenes Wappen, dessen Blasonierung in Silber ein durchgehendes rotes Balkenkreuz, belegt mit einem geöffneten grünen Granatapfel mit goldenem Samen und Blütenkelch, im Obereck in Blau einen segnenden Heiland im roten Gewand mit gold-rotem Kreuznimbus aufweist. Das rote Balkenkreuz in Silber ist das Wappen Kurtriers, der Granatapfel weist auf Granada hin, dem Ursprungsort der Barmherzigen Brüder vom hl. Johannes von Gott.